# ТЕС Афам I-V
4°51′5.2″ пн. ш. 7°15′16.6″ сх. д. / 4.851444° пн. ш. 7.254611° сх. д.
ТЕС Афам I—V — теплова електростанція в Нігерії у південному штаті Риверс, розташована за 20 км на схід від його столиці Порт-Гаркорт.
Перші чотири газові турбіни (дві потужністю по 10,3 МВт та дві по 17,5 МВт) встановили на цій станції ще у 1963 році. В 1976-му їх доповнили другою чергою у складі чотирьох турбін потужністю по 23,9 МВт, а ще за два роки ввели наступні чотири, кожна з яких могла забезпечити 27,5 МВт. Нарешті, у 1982-му спорудили найбільшу чергу станції — Афам IV у складі шести турбін по 75 МВт кожна. Ще одне розширення відбулось за два десятиліття, коли завершили Афам V із двох турбін по 137 МВт.
У середині 2000-х компанія Shell намагалась викупити станцію, розташовану менш ніж за кілометр від її газопереробного заводу Околома. Проте в підсумку вона реалізувала проект спорудження власної ТЕС Афам VI, тоді як Афам I—V у 2013 році продали компанії Televeras Ltd.
Станом на середину 2010-х років перебувала в поганому технічному стані, який став наслідком відсутності нормального обслуговування (наприклад, Афам V взагалі не обслуговувалась протягом щонайменше чотирьох років після введення в експлуатацію). Як наслідок, у січні 2017-го лише дві турбіни Афам IV могли постачати в мережу 100 МВт потужності. При цьому видача електроенергії була організована через трансформаторне господарство Афам V, на якому у названому місяці відбулась пожежа. Представник Міністерства енергетики Нігерії у червні 2017-го анонсував введення зазначених двох турбін в експлуатацію до кінця року, за умови, що вдасться вирішити питання отримання палива, оскільки нафтогазові компанії відмовляються надалі постачати газ без отримання оплати.